# テレビ朝日火曜8時枠の連続ドラマ
テレビ朝日火曜8時枠の連続ドラマは、テレビ朝日系列局が1962年10月から1963年4月、1963年10月から1966年9月、1973年10月から1975年9月、1976年7月から1978年3月、および1987年10月から1988年3月までの5期にわたって毎週火曜20時台に編成していたテレビドラマ枠である。

## 概要
この時間帯のドラマ枠はなく、2023年現在は『有吉クイズ』というバラエティ番組枠が放送されている。

## 歴代作品タイトル
▲は海外ドラマ、●は時代劇を表す。

### 第1期
- 判決（1962年10月16日 - 1963年4月2日）

### 第2期
- 戦友▲ （1963年10月1日 - 1964年11月17日）
- ショック! ▲
- 特命諜報207
- 六人の隠密
- ぼんたん家族
- 素浪人 月影兵庫（第1シリーズ）●
- われら九人の戦鬼●
- 南太平洋二万哩▲ （1966年7月19日 - 1966年9月27日）

### 第3期
- 旗本退屈男（市川右太衛門主演版）● （1973年10月2日 - 1974年3月26日）
- 次郎長三国志（鶴田浩二主演版）●
- ちょっとしあわせ
- うしろの正面 ※この作品の放送期間中、1975年4月に腸捻転解消で関西地区におけるネット局が毎日放送から朝日放送に変更。
- 600万ドルの男▲ （1975年7月8日 - 1975年9月23日）

### 第4期
- 新・二人の事件簿 暁に駆ける（1976年7月27日 - 1977年4月12日） ※朝日放送およびANN7局（ANB・HTB・KHB・NBN・KSB・UHT・KBC）による製作

朝日放送製作枠と金曜21時のテレビ朝日製作ドラマ枠を交換
- ジグザグブルース（1977年4月19日 - 1977年7月26日）
- 新幹線公安官（第1シリーズ）（1977年8月9日 - 1977年10月25日）
- お手々つないで （1977年11月1日 - 1978年3月28日） ※名古屋テレビおよびANN各局（ANB・ABC・HTB・KHB・KSB・UHT・KBC）による製作

その後、月曜21時の音楽番組枠と交換

### 第5期
- ベッドでパパと呼ばないで
- 風呂上がりの夜空に（1987年11月10日 - 1987年12月22日）
- あぶない雑居カップル
- 別れてもダメなひと

| NET系列 → テレビ朝日系列 火曜20:00枠                                 | NET系列 → テレビ朝日系列 火曜20:00枠                               | NET系列 → テレビ朝日系列 火曜20:00枠                                                                 |
| 前番組                                                               | 番組名                                                             | 次番組                                                                                               |
| -------------------------------------------------------------------- | ------------------------------------------------------------------ | --- |
| プロ野球ナイター中継 ※20:00 - 21:30                                  | テレビ朝日火曜8時枠の連続ドラマ （1962年10月16日 - 1963年4月2日）  | プロ野球ナイター中継 ※20:00 - 21:30                                                                  |
| プロ野球ナイター中継 ※20:00 - 21:30                                  | テレビ朝日火曜8時枠の連続ドラマ （1963年10月1日 - 1966年9月27日）  | 火曜映画劇場 （1966年10月4日 - 1972年9月） ※19:30 - 20:56                                            |
| 火曜映画劇場 （1972年10月 - 1973年9月） ※19:30 - 20:55               | テレビ朝日火曜8時枠の連続ドラマ （1973年10月2日 - 1975年9月23日）  | 藤山寛美3600秒 （1975年10月7日 - 1976年7月6日） ※20:00 - 20:54ANNニュース ※20:54 - 21:00 【1分拡大】 |
| 藤山寛美3600秒 （1975年10月7日 - 1976年7月6日）                      | テレビ朝日火曜8時枠の連続ドラマ （1976年7月27日 - 1978年3月28日）  | 話題独占!全国歌謡ネットワーク （1978年4月11日 - 1978年7月11日）                                      |
| ギブUPまで待てない!!ワールドプロレスリング （1987年4月 - 1987年9月） | テレビ朝日火曜8時枠の連続ドラマ （1987年10月13日 - 1988年3月22日） | 火曜スーパーワイド （1988年4月 - 1990年3月） ※20:00 - 21:48                                          |